# ヤング・メイレイ
ヤング・メイレイ（英:Young Maylay,  本名: クリストファー・ベラード, 1979年6月17日 - ）は、アメリカ合衆国カリフォルニア州ロサンゼルス出身のラッパー、音楽プロデューサー、声優。グランド・セフト・オート・サンアンドレアスの主人公、カール・ジョンソンの声優を務めたことで知られる。

## 経歴
ロサンゼルスの、ストリート・ギャングやギャングスタ・ラップが身近な、貧困に基づく犯罪の多い地域で生まれ育った。
2000年、King Tの協力を得てラッパーデビュー。2002年にRodney-O & Joe Cooley主催のイベントに参加して以来、西海岸において、数多くの作品にフィーチャーされた。
2005年にはグランド・セフト・オート・サンアンドレアスへの出演で得た収入でインディーズレーベル「Maylaynium Muziq」を設立し、ミックステープをリリースした。
2008年からはアイス・キューブらが設立した「Lench Mob Records」に所属し、様々なラッパーの作品に参加している。

## グランド・セフト・オート・サンアンドレアス
メイレイがニューヨークで働いていた頃、彼の共同作業者の一人でありグランド・セフト・オート・サンアンドレアスの音楽を手掛けていたDJ Poohが、ロックスター・ゲームスのスタッフとのミーティング中にメイレイに電話をかけ、2人の間で交わされた音楽に関する普段の会話を聞いていたスタッフが、電話の後DJ Poohに対し、メイレイがオーディションを受けに来るよう勧めた。その後、メイレイはオーディションに合格し、主人公カール・ジョンソン（CJ）の声優を務めることになった
。
なおメイレイは、今後グランド・セフト・オートシリーズでCJを再演する機会がある場合、出演を検討するかどうかを尋ねられた際、ロックスター・ゲームスと過去に衝突があったためCJを演じることは二度とないと答えている。

## 人物
『グランド・セフト・オートV』の主人公の一人であるフランクリン・クリントンの声優を務めたショーン・フォンテーノは、年上のいとこにあたる。

## ディスコグラフィ
ミックステープ
- en:San Andreas: The Original Mixtape (2005)
- The Real Coast Guard (2008)